# Veslařský ostrov
Veslařský ostrov je vltavský ostrov v Praze-Podolí. Leží při podolském břehu zhruba na úrovni protější Císařské louky.

## Historie
Ostrov je připomínán již roku 1420. Vznikl hlavně naplavováním písku při občasném zatarasení řečiště ledem v zúžení u Žlutých lázní. Schwarzenbergové zde zřídili malý vorový přístav a sklad pro dříví vytěžené na Šumavě.
Když klesal význam voroplavby, ostrov se postupně měnil ve sportovní přístav. Ostrov byl uměle prodloužen potopením nákladní lodi, aby se tak urychlilo ukládání říčních nánosů. Inzerát z roku 1929 zve k návštěvě textem: „Koupaliště pro velké i malé, tělocvičné nářadí, ping-pong, volley ball, dětský koutek, veškeré pohodlí ve volné přírodě najdete na hřišti Svazu D. T. J. Č. na Schwarzenberském ostrově v Podolí, proti cementárně. Navštivte tento soudružný podnik.“

## Popis

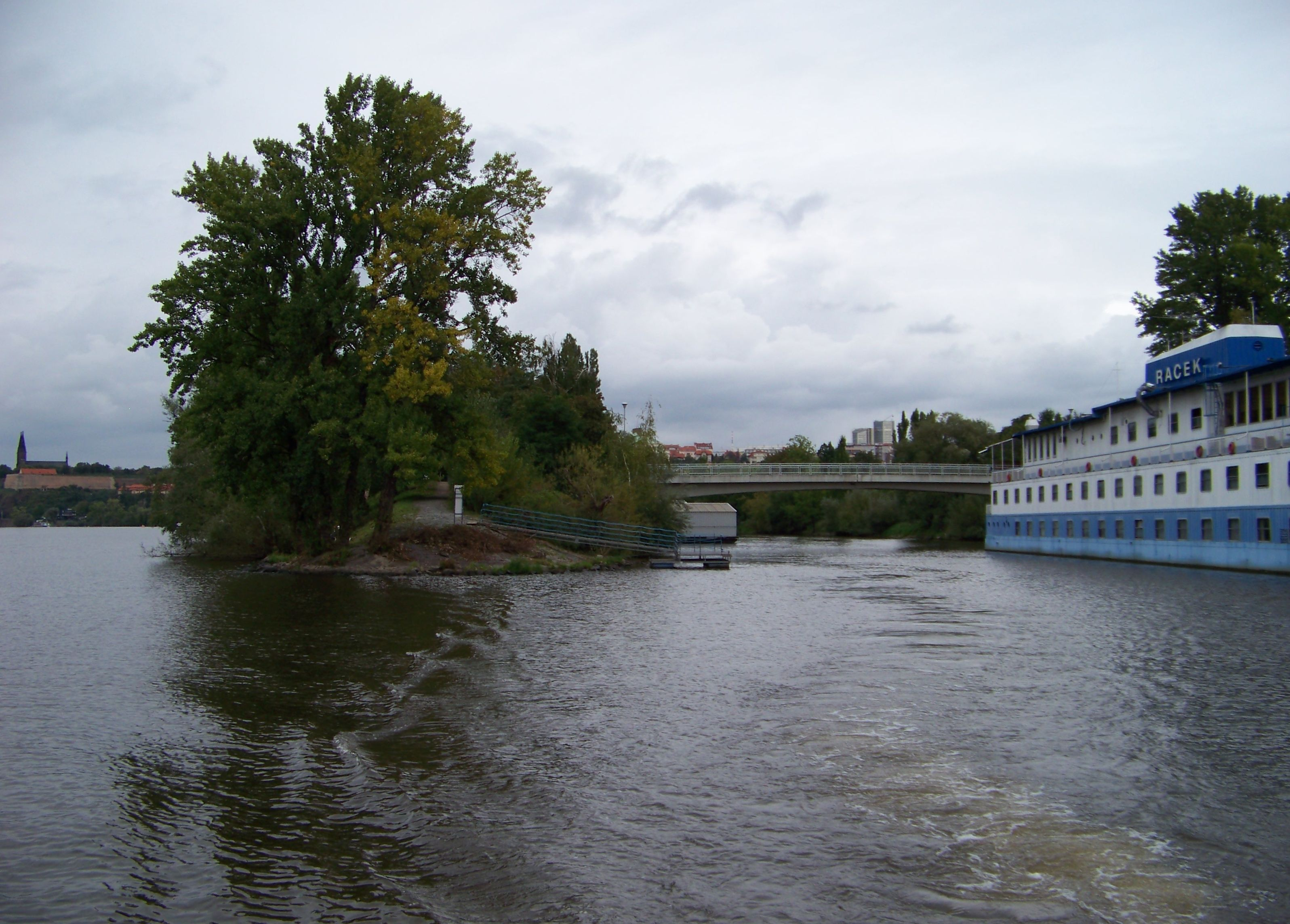
Veslařský ostrov od jihu, vpravo most a botel Racek

S pravým vltavským břehem je ostrov spojen mostem z předpjatého betonu. Nacházející se zde klubovny, loděnice a další sportovní  zařízení sloužící  veslování  (odtud pak jeho název). U Veslařského ostrova také tradičně startuje proslulý pražský veslařský závod Pražské primátorky. Nachází se zde také jímací zařízení pro odběr vltavské vody do blízké Podolské vodárny.

## Další názvy
- Schwarzenberský ostrov (Švarcenberský ostrov)

## Okolní objekty
- Most na Veslařský ostrov
- Podolský přístav
- Podolská vodárna
- Plavecký stadion Podolí

vyvýšeniny
- Vyšehrad
- Kavčí hory